# Armand de Gontaut-Biron

Armand de Gontaut, Biron bárója, közismerten Biron marsall (1524 – Épernay, 1592. július 9.) francia katona, a francia vallásháborúk kiemelkedő katolikus, királypárti hadvezére IX. Károly, III. Henrik és IV. Henrik idején. 1569-ben a tüzérség főparancsnokává (nagymester), 1577-ben marsallá nevezték ki. 1577–1581 között Bordeaux király által kinevezett polgármestereként szolgált, többek között Bourbon Henrik hugenotta erői ellen hadakozva. III. Henrik halálakor utóbbi örökölte meg a trónt, Biron pedig az oldalára állt a szélsőséges Katolikus Liga ellenében. A ligások ellen hadakozva esett el, Épernay-t ostromolva.
Fia, Charles de Gontaut-Biron és egyik dédunokája, Charles Armand de Gontaut-Biron szintén marsalli címet szerzett.

## Származása, családja

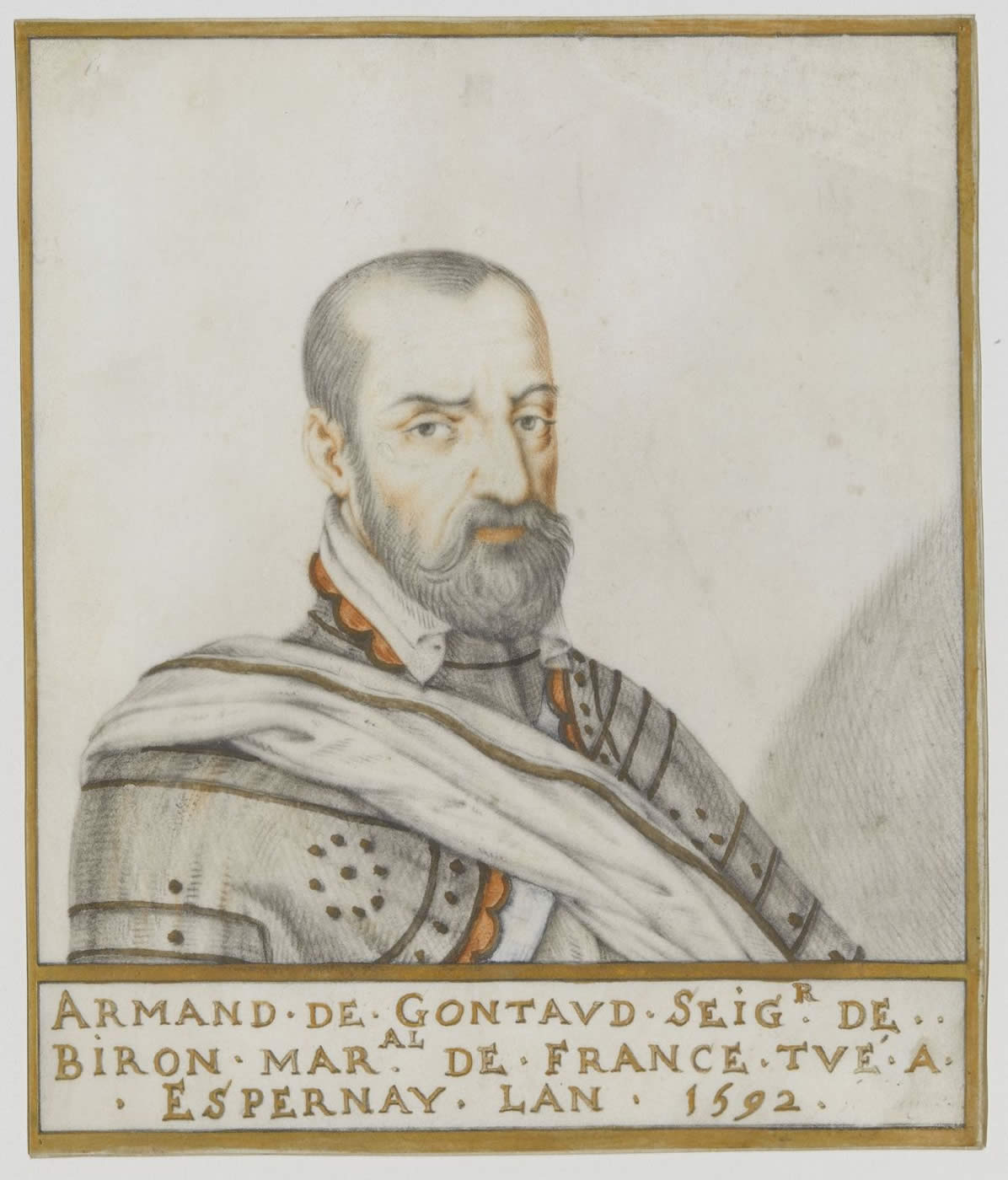
Posztumusz portré (Thierry Bellangé műve a 17. század első feléből, a paui kastélyban)

Régi périgord-i nemesi család sarja volt. A Gontaut-ház legrégebbi feltételezhető ősét, Gontaldust 926-ban említik források; a család 1147-ig tudja megszakítás nélkül visszavezetni a származását. Biron várát és báróságát a Gontaud-k a 12. században örökölték meg házasság révén. A későbbi marsall apja, Jean de Gontaut (1502–1557) Chef-Boutonne úrnőjét, Renée Anne de Bonnevalt vette feleségül, tőle született 1524-ben Armand nevű fia. Jean de Gontaut I. Ferenc uralkodása idején az udvar tagja, száz fegyveres kapitánya és Saint-Quentin kormányzója volt, de végül kiesett az uralkodói kegyekből.

## Pályája kezdetei
A későbbi marsall Angoulême-i Margit navarrai királyné, I. Ferenc francia király testvérének udvarában apródoskodott, itt figyelt fel rá Brissac marsall. Utóbbi oldalán fogott fegyvert 19 évesen az itáliai háborúk piemonti hadszínterén. Fiatalon lesántult egy sérülés miatt, ezért gyakran Sánta Bironként (Biron le Boiteux) emlegették. Ez nem törte meg karrierjét: 1557-ben már François de Guise herceg könnyűlovas regimentjében szolgált tisztként, röviddel később pedig saját maga is egy ilyen regiment parancsnoka lett. A cateau-cambrésis-i béke megkötését követően hazatért, majd a királyi seregben harcolt a francia vallásháborúk kitörését követően.
1562-ben részt vett a győztes dreux-i csatában. 1563-ban Provence-be küldték a háborút lezáró amboise-i ediktum betartatására. Itt bevette a protestáns helyőrség által ki nem ürített Sisteront, helyreállította a protestánsok iránti szimpátiával vádolt Claude de Savoie kormányzó hatalmát, 1564 áprilisában pedig azt jelentette az udvarba, hogy a béke fenntartására kiküldött biztosokat és a panasszal élni kívánókat a helyi nemesség – kiemelten a kormányzó szélsőségesen katolikus öccse, II. Honorat de Savoie és Carcès – megfélemlíti, ezért javasolta felelősségre vonásukat és a királyi hatalom erős demonstrációját a térségben.
Harcolt a második vallásháborúban is, részt vett 1567-ben a saint-denis-i diadalban, ezután szerepet vállalt a háborút 1568 márciusában lezáró longjumeau-i béke megkötéséhez vezető tárgyalásokban. A konfliktus még abban az évben újra fellángolt. Gontaut 1569 októberében az ismét királyi győzelemmel végződő moncontouri csatában is részt vett, ennek nyomán nevezték ki a tüzérség nagymesterévé, egyben a király belső tanácsosává. Ilyen minőségben Saint-Jean-d’Angély ostromára indult, amit azonban csak nagy áldozatok árán, másfél hónap alatt sikerült térdre kényszerítenie 1569. december 2-án.
A harmadik vallásháború lezárásához vezető tárgyalásokban főszerepet vállalt katolikus oldalon: 1570 februárjában a király őt menesztette a protestánsokhoz, hogy elutasítsa a követeléseiket. Biron arra ösztönözte az uralkodót, hogy legalább az ellenség szándékainak kiismerése érdekében folytassa a tárgyalásokat, így 1570 márciusában tárgyalhatott Coligny admirálissal. A tárgyalások eredményeképpen született meg a saint-germain-i béke 1570 augusztusában, azonban az egyeztetések tovább folytatódtak: a cél ezúttal III. Johanna navarrai királynő fia, a hugenotta tábor egyik vezéralakja, Bourbon Henrik és IX. Károly király húga, Valois Margit összeházasítása volt. 1571 márciusában egyeztetett először a királynővel, amit számos másik megbeszélés követett; végül 1571 decemberében elindult vele Párizsba, hogy személyesen Medici Katalin anyakirálynéval tárgyaljon. A találkozó 1572 januárjában valósult meg. Ezután Biron szervezte meg Bourbon Henrik párizsi útját 1572 nyarán. Az esküvő a hírhedt Szent Bertalan-éji mészárlásba és a háborúskodás fellángolásába torkollt 1572-ben. A kirobbanó harcokban Gontaut a király öccse, Anjou Henrik dauphin oldalán a tüzérség parancsnokaként La Rochelle ostromára indult 1573 februárjában, de anyagiak hiányában a királyi hadak nem bírtak az erőddel, és júliusban a boulogne-i ediktum lezárta a harcokat. Henriket Lengyelország királyává választották és keletre távozott, de 1574-ben, IX. Károly halála után visszatért, hogy III. Henrik néven elfoglalja a francia trónt.

### Marsallsága
Biron III. Henrik hű hadvezéreként 1577-ben kapott marsallbotot Blaise de Monluc halála után. Ez évben délnyugati Guyenne élére – a hugották vezéralakja, a többnyire Néracban tartózkodó Navarrai Henrik kormányzóságába – nevezték ki parancsnoknak, egyúttal Bordeaux városában polgármesteri feladatokat kapott – ebben a minőségben utóda 1581-től a választott Michel de Montaigne esszéista, gondolkodó lett. 1581-ben Matignon marsallra váltották le Guyenne-ben, hogy javítsák a király és Navarrai Henrik közti viszonyt. Az évben kitüntetésként a Szentlélek-rend lovagjává fogadták.
1580-ban a plessis-lès-tours-i szerződésben a spanyolok elleni segítség fejében megállapodás született arról, hogy III. Henrik öccse és egyben örököse, Ferenc anjoui herceg Németalföld szabadságainak védelmezőjeként a tartományok élére lép. Ferenc 1582 végén vonult be a II. Fülöp spanyol király ellen lázadó tartományokba Orániai Vilmos herceg támogatásával, azonban a zömmel protestáns tartományok egy része nem ismerte el a fennhatóságát. Miután 1583 januárjában hiába próbálta elfoglalni az ellene lázadó Antwerpent, márciusban hadait a spanyolok által ostromolt Eindhoven felmentésére küldték. A holland lázadókból, francia és angol segéderőkből, valamint svájci zsoldosokból álló sereg élére az év eleji ún. francia őrjöngésből kimaradt Biront kérte fel Orániai Vilmos herceg. A marsall csak húzódozva fogadta el a megbízást. Az alulfizetett, felekezeti és nemzetiségi ellentétektől megosztott had túl későn, április 17-én indult útnak, Eindhoven védői április 23-án kapituláltak, a spanyolok pedig a Brabanti Hercegség északi részének jelentős hányadát megszerezték az elkövetkező hetekben. Biron csapatai ekkor Wouw bevétére indultak, amit el is foglaltak május 10-én. Alessandro Farnese későbbi parmai herceg, spanyol királyi főkormányzó erői eközben észak felé haladtak, bevéve Diestet, majd hiába ostromolva Herentalst. Közeledésük hírére június elején a Rosendaal vidékén táborozó Biron Steenbergen mellé vonult, és itt csapott össze június 17-én a spanyol erőkkel. A steenbergeni csatában, melynek során maga is megsebesült, megsemmisítő vereséget szenvedtek csapatai. A kudarc nyomán Ferenc herceg helyzete tarthatatlanná vált, a maradék francia hadak pedig kivonultak Németalföldről.
1584-ben Ferenc herceg halálával a száli törvény értelmében III. Henrik örökösévé legközelebbi fiági rokona, Navarrai Henrik vált. A lotaringiai Guise-ház vezette Katolikus Liga nem fogadta el, hogy protestáns kerüljön az ország trónjára, ezért szövetkezett II. Fülöp spanyol királlyal. Hogy megbékítse őket, III. Henrik megvonta a hugenották addig szerzett jogait és formálisan átvette a Liga vezetését. A kiújuló háborúban Biron 1585–1586 során a királyi sereg élén Marans városát ostromolta, La Rochelle közelében, de tárgyalások útján végül ez abbamaradt.
1588 decemberében a Liga által mind jobban elnyomott és ellehetetlenített király csapdába csalta és meggyilkoltatta Henri de Guise herceget és öccsét, Louis de Guise reimsi érseket. A ligások erre országszerte fellázadtak ellene, ő pedig májusban szövetkezett Navarrai Henrikkel, és együtt indultak a szélsőséges katolikusok által elragadott Párizs ostromára. Ennek során 1589. augusztus 2-án a királyt meggyilkolta Jacques Clément szerzetes. A haldokló uralkodó a jelenlévő híveit megeskette, hogy támogatni fogják Navarrai Henrik trónszerzését. Másnap Biron is jelen volt a királypártiak és a trónörökös találkozóján, ahol azt az álláspontot képviselte, hogy áttéréséig csak a hadsereg főkapitányává nevezzék ki. Végül ő is aláírta a Bourbon-házi herceget IV. Henrik francia királyként elismerő dokumentumot.
A marsall az elkövetkező években az új király hű szolgája volt a ligások elleni harcban, így 1589-ben részt vett az arques-i csatában, illetve Párizs hosszúra nyúló ostromában. Az új király oldalán harcolva esett el egy champagne-i hadjárat során, Épernay ostrománál, ahol egy ágyúgolyó találta el.

## Házassága, utódai

A Gontaut-Biron-ház címere

Biron 1559. augusztus 6-án vette feleségül Jeanne d'Ornézant, Saint-Blancard úrnőjét, Bertrand d'Ornézan (megh. 1540) királyi gályaparancsnok és felesége, Jeanne de Comminges leányát és örökösét. Özvegye megérte legidősebb fiuk halálát 1602-ben. Számos gyermekük született:
- Charles (1562–1602) Saint-Blancard bárója, Biron első hercege (1598); Franciaország admirálisa (1592) majd marsallja (1595). Árulásért kivégezték 1602-ben, javait öccse, Jean kapta meg. Nőtlenül halt meg, utódai nem születtek;
- Alexandre, Saint Blancard bárója (1565 k.–1583);
- Jean (?–1636) 1602-től Biron bárója. 1594-től Jacqueline de Gontaut de Saint Geniès, 1617-től Marthe Françoise de Noailles férje. Második házasságából származó fia révén Charles Armand de Gontaut-Biron herceg, marsall nagyapja;
- Armand, Saint-Blancard ura, 50 fegyveres kapitánya a királyi ordonnance-egységekben, a királyi kamara rendes nemesura. Feleségétől, Hippolyte de Lauzières de Thémines-től voltak leszármazotta. Ő volt a 19. század elején fontos politikai pozíciókat betöltő II: Armand de Gontaut márki és fivére, Aimé-Charles-Zacharie-Élisabeth de Gontaut-Biron őse;
- Philiberte, 1575-től Charles de Pierre-Buffière comborn-i vikomt felesége;
- Charlotte, 1577-től Jacques Nompar de Caumont La Force-i herceg, marsall felesége;
- Anne, 1591-től a hugenotta Guy-Odet de Lanes, La Roche-Chalais bárójának felesége;
- Claude, 1600-tól Charles de La Rochefoucauld, Roye ura, Roucy grófjának felesége;
- Louise, 1605-től Brandelis de Gironde, Montcléra urának felesége.

## Fordítás
- Ez a szócikk részben vagy egészben  az   Armand de Gontaut-Biron című francia Wikipédia-szócikk ezen változatának fordításán alapul.  Az eredeti cikk szerkesztőit annak laptörténete sorolja fel. Ez a jelzés csupán a megfogalmazás eredetét és a szerzői jogokat jelzi, nem szolgál a cikkben szereplő információk forrásmegjelöléseként.
- Ez a szócikk részben vagy egészben  az   Armand_de_Gontaut, Baron of Biron című angol Wikipédia-szócikk ezen változatának fordításán alapul.  Az eredeti cikk szerkesztőit annak laptörténete sorolja fel. Ez a jelzés csupán a megfogalmazás eredetét és a szerzői jogokat jelzi, nem szolgál a cikkben szereplő információk forrásmegjelöléseként.